# Downunder
Downunder votka je žestoko alkoholno piće koje se proizvodi u Australiji. Ova vodka se dobiva trostrukom destilacijom melase dobivene iz šećerne trske, uz upotrebu bakrenih posuda što ovoj votki daje poseban okus. Destilerija ove vodke se nalazi u gradu Melbourne u Australiji. Proizvodi se samo u jednoj inačici i to kao čista votka, s 40% alkohola. Pored Australije tržište je našla i u Sjedinjenim Američkim Državama zahvaljujući tvrtci "Heartland Spirits Group". Downunder votka osvojila je 2006. godine srebrenu medalju Instituta "Beverage Tasting Institute", odnosno dobila je oznaku Jako preporučeno (Highly Recommended).